# André Jolivet

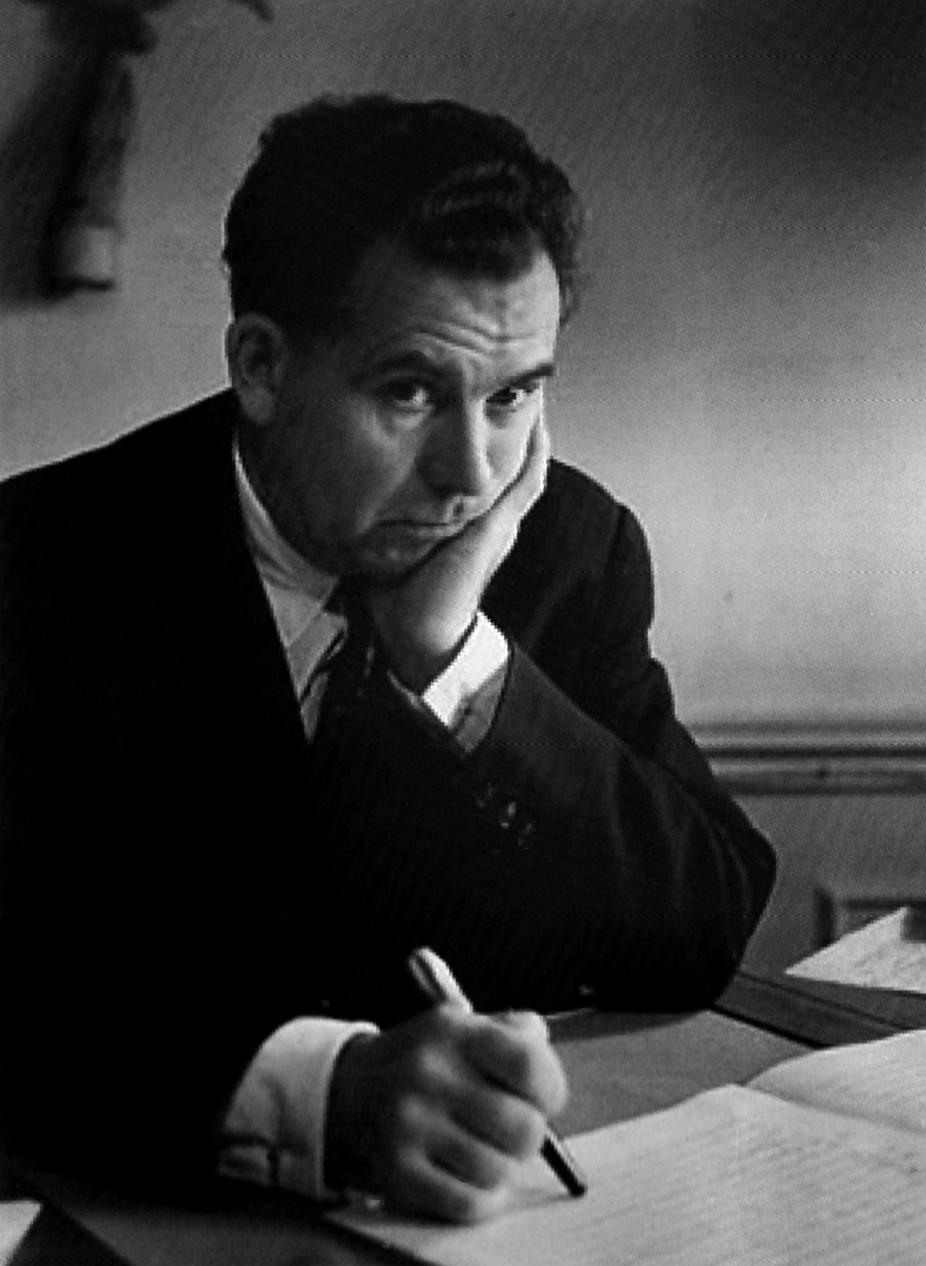
André Jolivet, 1930

André Jolivet (* 8. August 1905 in Paris; † 20. Dezember 1974 ebenda) war ein französischer Komponist.

## Leben

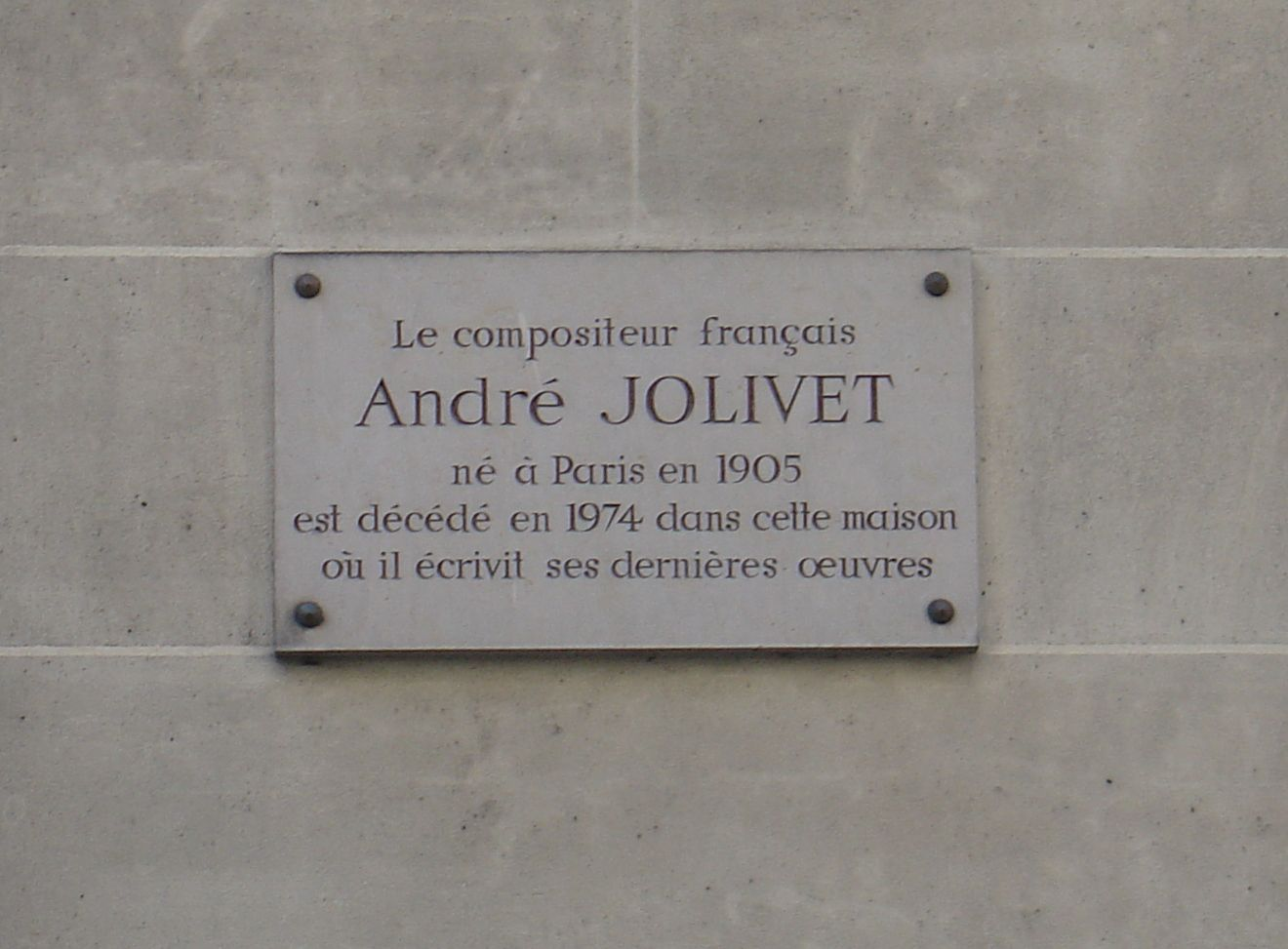
Gedenktafel für André Jolivet, angebracht bei 59 Rue de Varenne, 75007 Paris

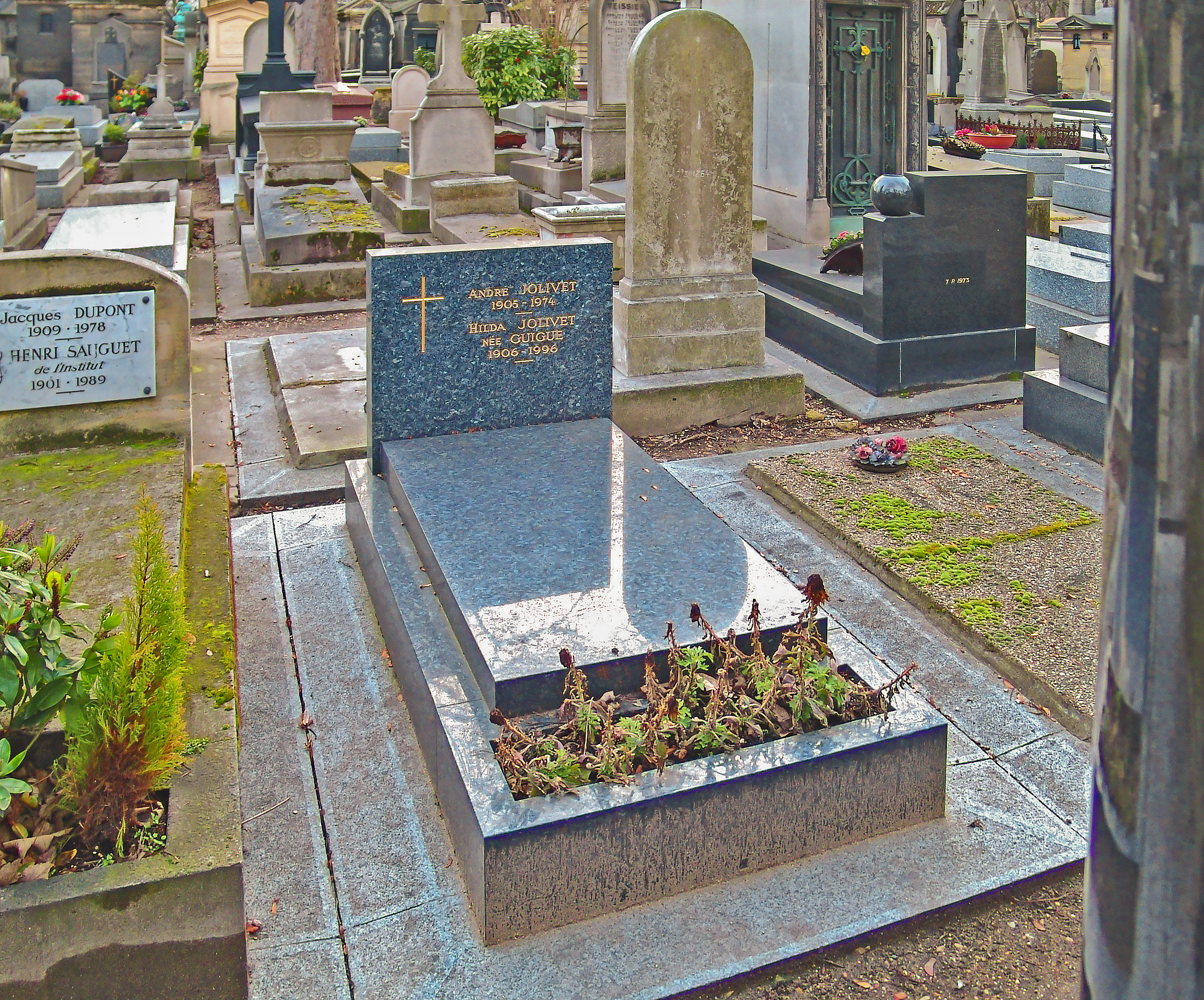
Jolivets Grab

Der Schüler von Paul Le Flem und Edgar Varèse stand später gemeinsam mit Olivier Messiaen an der Spitze der Avantgarde-Gruppe Jeune France. Er war von 1945 bis 1959 musikalischer Leiter der Comédie-Française in Paris und von 1966 bis 1970 Professor für Komposition am Conservatoire de Paris.

## Musik
Unter dem Einfluss von Edgar Varèse wandte sich Jolivet etwa 1929 vom in Frankreich vorherrschenden Neoklassizismus ab und beschrieb seine Absichten unter anderem folgendermaßen:

„Vom technischen Standpunkt aus ist es mein Ziel, mich völlig vom tonalen System zu befreien; in ästhetischer Hinsicht ist es mein Ziel, der Musik ihre ursprüngliche Funktion in den Bereichen der Magie und der Anrufung zurückzugeben.“

In Jolivets Werk sind darüber hinaus Einflüsse indischer Instrumentalmusik, arabischer Gesänge, ritueller Musik indigener Kulturen (z. B. Polynesien) sowie des Jazz (besonders in seinen wohl bekanntesten Werken, den beiden Trompetenkonzerten) erkennbar.

## Werke
- Eine Buffo-Oper Dolores qu le Miracle de la Femme Laide (1942; Konz.- Auff. 1947)
- 6 Ballette
- 3 Sinfonien
- Mehrere Solokonzerte (u. a. für Violine, Violoncello, Trompete, Schlagzeug, Flöte, Klavier, Fagott, Ondes Martenot)
- Chorwerke
- Kammermusik
  - Soloinstrument (außer Klavier und Orgel)
    - 5 Incantations für Flöte (1936)
    - Incantation Pour que l’image devienne symbole für Violine [auch für Flöte, auch für Ondes Martenot] (1937)
    - Ascèses, 5 Stücke für Flöte [auch für Klarinette] (1967)
    - 2 Ètudes de concert für Gitarre (1963)
    - Suite rhapsodique für Violine (1965)
    - Suite en concert für Violoncello (1965)
    - Prelude für Harfe (1965)
    - 5 Èglogues für Viola (1967)
    - Tombeau de Robert de Visée, Suite für Gitarre (1972)

  - Duos
    - Air pour bercer für Violine und Klavier (1930)
    - Suite für Viola und Klavier (1931)
    - Sonate für Violine und Klavier (1932)
    - Aubade für Violine und Klavier (1932)
    - Chant d’oppression für Viola und Klavier (1935)
    - 3 Poèmes für Ondes Martenot und Klavier (1935)
    - Nocturne für Violoncello und Klavier (1943)
    - Chant de Linos für Flöte und Klavier [auch für Flöte, Violine, Viola, Violoncello und Harfe] (1944)
    - Serenade für Oboe und Klavier [auch für Bläserquintett] (1945)
    - Serenade für 2 Gitarren (1956)
    - Sonate für Flöte und Klavier (1958)
    - Sonatine für Flöte und Klarinette (1961)
    - Pipeaubec für Blockflöte und Schlagzeug (1972)
    - Alla rustica für Flöte und Harfe (1963)
    - Sonatine für Oboe und Fagott (1963)
    - Controversia für Oboe und Harfe (1968)
    - Arioso barocco für Trompete und Orgel (1968)
    - Heptade für Trompete und Schlagzeug (1971)

  - Trios
    - Suite für Streichtrio (1930)
    - Petite suite für Flöte, Viola und Harfe (1941)
    - Pastorale de Noël für Flöte, Fagott und Harfe (1943)

  - Quartette
    - Streichquartett (1934)

  - Fünf und mehr Instrumente
    - Ouverture en rondeau für 4 Ondes Martenot, 2 Klaviere und Schlagzeug (1938)
    - Suite delphique für Flöte, Oboe, Klarinette, 2 Hörner, Trompete, Posaune, Ondes Martenot, Harfe, Pauken und 2 Schlagzeuger (1943)
    - Petite Suite für 2 Violinen, Viola, Violoncello, Kontrabass, Klavier und Schlagzeug (1947)
    - Concertino für Trompete, Klavier und Streichorchester (1947)
    - Rhapsodie à 7 für Klarinette, Fagott, Kornett, Posaune, Schlagzeug, Violine und Kontrabass (1957)
    - Suite en concert für Flöte und 4 Schlagzeuger [Flötenkonzert Nr. 2] (1965)
    - 12 Inventions pour 12 instruments für Flöte, Oboe, Klarinette, Fagott, Horn, Trompete, Posaune, 2 Violinen, Viola, Violoncello und Kontrabass (1966)
    - Cérémonial, hommage à Varèse für 6 Schlagzeuger (1968)
    - La flèche du temps für 12 Streicher (1973)
    - Yin-Yang für 11 Streicher (1973)
- Klaviermusik
- Orgelmusik

## CDs
- Les enregistrements Erato, Jolivet, 2004, EratoDisques 2564 61320-2 (4 CDs, digitale Aufbereitung unter anderem der Hommages à André Jolivet aus den siebziger Jahren)